# 천잉하오

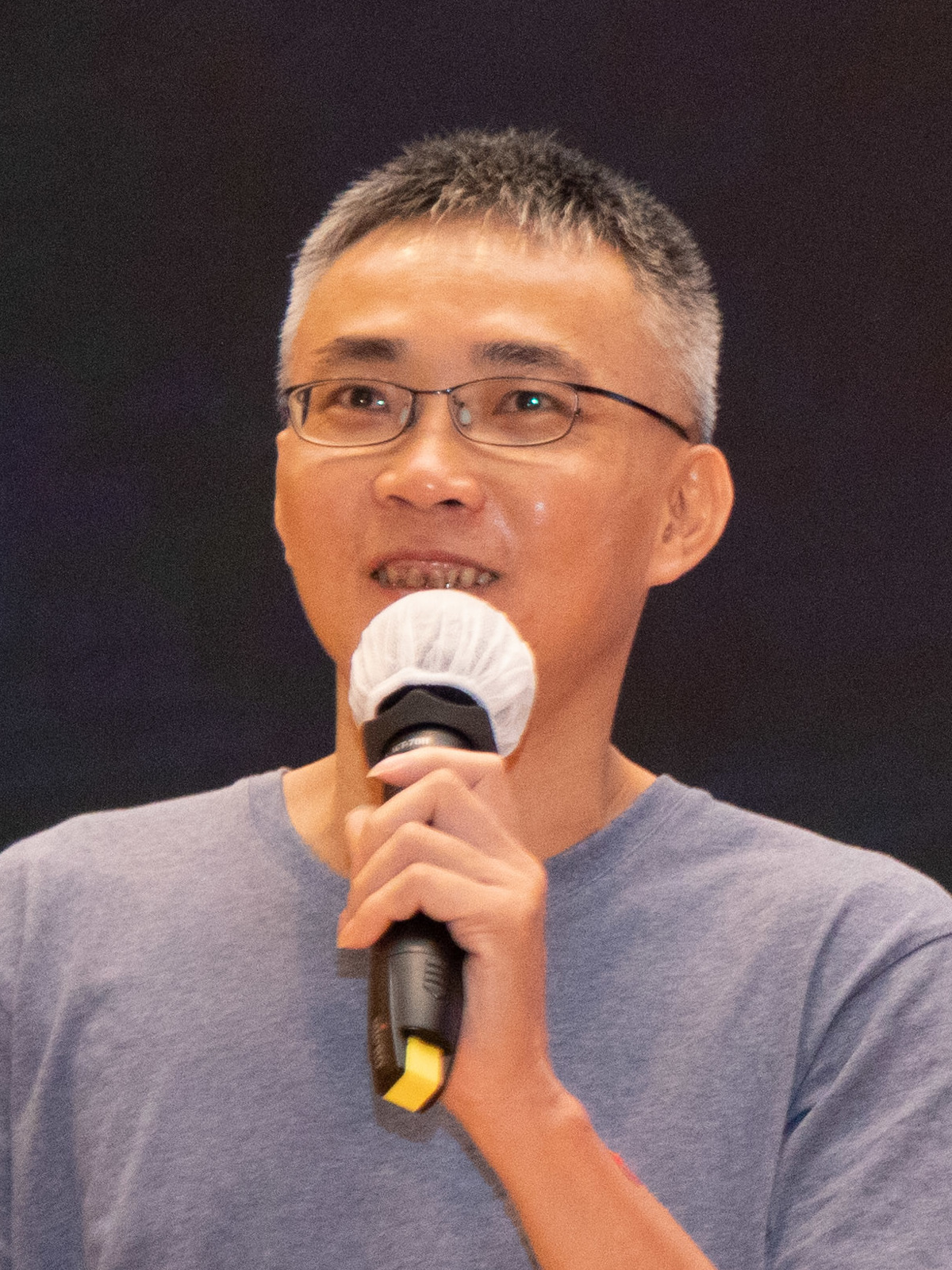

천잉하오(陳盈豪, 1975년 8월 25일 ~ )는 1999년 전 세계 수백만 대의 컴퓨터를 감염시킨 CIH 바이러스를 만든 타이완 사람이다.
그는 와후 인터내셔널 엔터프라이즈의 임베디드 리눅스 프로그래머가 되었다. 그 뒤 그는 2005년에 기가바이트 테크놀로지에 엔지니어로 입사하였다.

## 같이 보기
- CIH 바이러스